# Теорема Ферма
Теорема Ферма  — необхідна умова екстремуму.
Нехай дійсна функція {\displaystyle f} визначена в околі деякої точки {\displaystyle x_{0}} і має в цій точці похідну. Тоді якщо в цій точці {\displaystyle f} має екстремум то {\displaystyle f'(x_{0})=0}.
Геометрично це означає, що дотична до графіка функції {\displaystyle f} в точці {\displaystyle (x_{0},f(x_{0}))} паралельна до осі абсцис {\displaystyle Ox}.
Вперше цю умову для екстремумів многочленів було одержано Ферма в 1629 році, але опубліковано лише в 1679.